# جيتانجالي ثابا
جيتانجالي ثابا هي ممثلة هندية، فازت بجائزة السينما الوطنية لأفضل ممثلة في 2013.كانت تعمل كعارضة قبل دخولها مجال التمثيل.

## روابط خارجية
- جيتانجالي ثابا على موقع IMDb (الإنجليزية)